# Nậm Mùa
Nậm Mùa là phụ lưu cấp 2 của sông Đà, một con sông đổ ra Nậm Mu . Nậm Mùa chảy qua các tỉnh Sơn La và Lai Châu, Việt Nam .
Sông có chiều dài 32 km và diện tích lưu vực là 73 km² .

## Dòng chảy
Nậm Mùa khởi nguồn từ vùng giữa xã Chiềng Khay, chảy về hướng bắc .
Sang xã Pha Mu thì sông chảy về hướng đông bắc, rồi đổ vào Nậm Mu bên bờ phải.
Cửa sông hiện là trong lòng hồ Thủy điện Bản Chát.

## Chỉ dẫn
1. ↑  Trong tiếng Thái-Tày "Nậm" có nghĩa là nước, sông, suối.